# Борромейские острова

Карта Борромейских островов

Борромейские острова (итал. Isole Borromee) — архипелаг в итальянской части озера Лаго-Маджоре.
Архипелаг состоит из трёх небольших островов и двух маленьких островков. Общая площадь архипелага — всего 0,18 км².
Последняя перепись 1971 года зафиксировала 208 жителей.
История островов тесно связана с семейством Борромео по имени которого они и были названы. Именно стараниями представителей этого миланского рода в 1671 году эти от природы дикие и скалистые островки посыпали землёй, обработали и превратили в прекрасный южный сад.
Остров Мадре известен своими садами. На других островах также имеются сады, парки и дворцы.
Для посещения туристами открыто всего лишь 3 острова — Мадре, Белла и Пескаторе. Изола-Мадре представляет собой настоящий музей под открытым небом, райский цветущий сад с фонтанами, скульптурами и тропическими растениями. Изола-дей-Пескатори это единственный заселённый остров рыбаков с множеством ресторанов, лавочек и магазинчиков. Изола-Мадре это альпийский парк, развернувшийся на территории бывших оливковых плантаций.

## Острова
| № | Остров                  | Площадь, (Гектар) | Население, чел. 2001 | Коммуна         |
| - | ----------------------- | ----------------- | -------------------- | --------------- |
| 1 | Мадре                   | 7,8               | 4                    | Стреза          |
| 2 | Изола-Белла             | 6,4               | 36                   | Стреза          |
| 3 | Изолино-ди-Сан-Джованни | 0,4               | 2                    | Вербания        |
| 4 | Пескатори               | 3,4               | 57                   | Стреза          |
| 5 | Скольо-делла-Мальгера   | 0,02              | —                    | Стреза          |
|   | Борромейские острова    | 18                | 99                   | Стреза/Вербания |